# Changan Ford Mazda

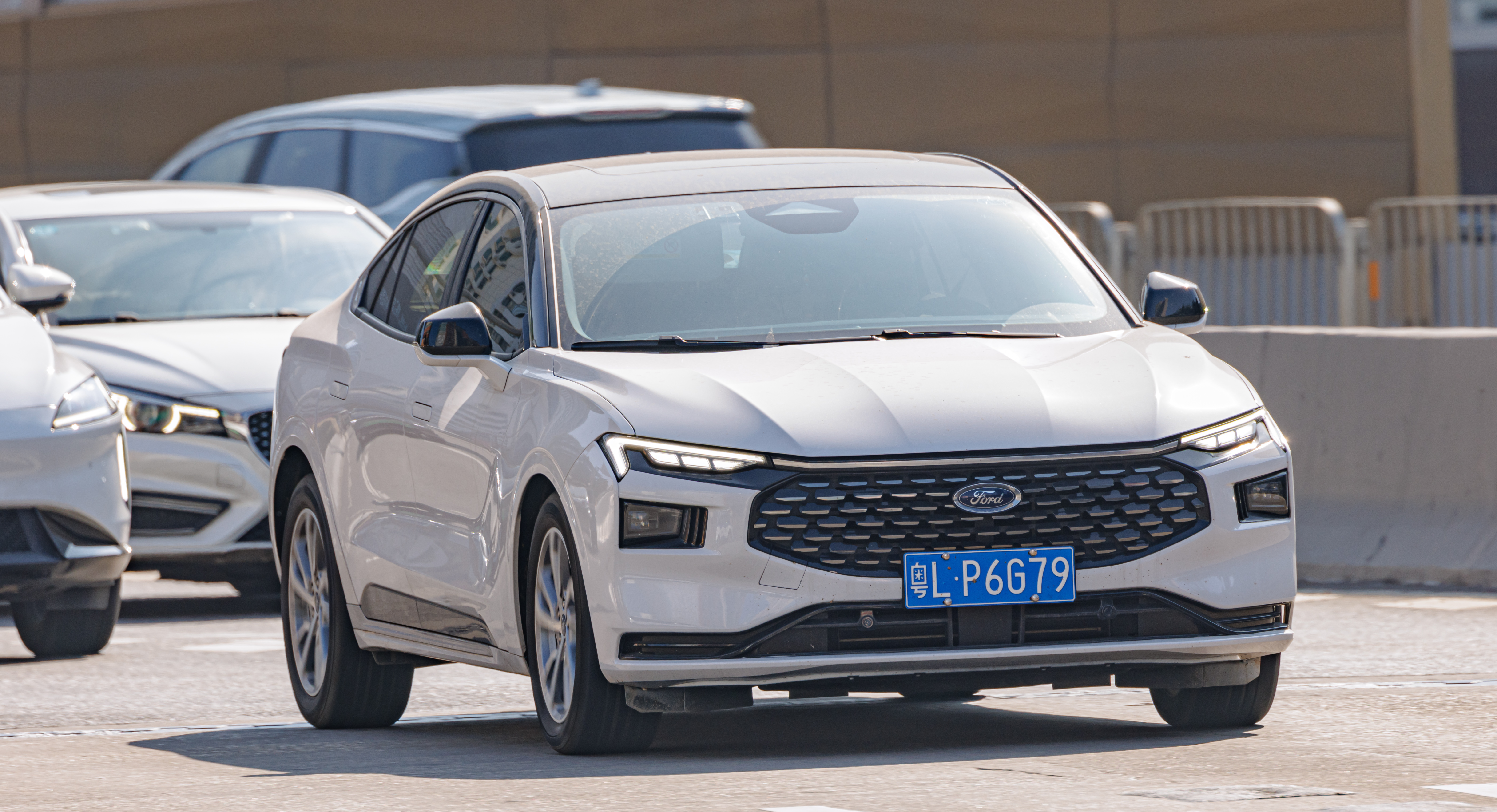
Changan Ford Mondeo

Changan Ford Mazda Automobile Co., Ltd. — бывшее совместное предприятие Changan, Mazda и Ford, действовавшее с апреля 2001 по декабрь 2012 года. Основной деятельностью компании являлись производство и продажи легковых автомобилей Ford и Mazda в Китае.
В декабре 2012 года деятельность компании была реструктурирована и разделена на два новых совместных предприятия: Changan Ford и Changan Mazda.

## История

### 2001—2010
Компания Changan Ford Mazda была основана в апреле 2001 года. Производство автомобилей началось в 2003 году, когда было выпущено 20000 экземпляров Ford Fiesta. Первоначально автомобили собирались путём мелкоузловой сборки.
В 2004 году было выпущено 50000 автомобилей, а с появлением автомобилей Mazda Tribute, Ford Maverick и Ford Mondeo количество возросло до 150000. В апреле 2005 года было объявлено о начале производства Ford Focus. В то же время было объявлено о строительстве завода в Нанкине, который способен выпускать 350000 ДВС в год.
В марте 2006 года было объявлено, что Changan Ford начнёт производство автомобилей Volvo. Первой моделью стала Volvo S40. В феврале 2009 года началось производство автомобилей Volvo S80L только для Китая. Совместное предприятие Volvo и Changan Ford было упразднено в конце 2015 года.
4 апреля 2006 года компания Mazda приобрела 15% акций у Ford, при этом компания была переименована в Changan Ford Mazda Automobile Co., Ltd.
В сентябре 2007 года был открыт новый сборочный завод в Нанкине с инвестициями в 510 миллионов долларов США. Компания выпускает 160000 автомобилей в год.
В сентябре 2009 года Changan Ford Mazda объявила о планах инвестировать 490 миллионов долларов США в строительство второго сборочного завода в Чунцине с производственной мощностью 150000 автомобилей в год. Завод был открыт в феврале 2012 года.

### 2010—2019
В начале апреля 2012 года компания Changan Ford Mazda объявила о планах инвестировать 600 миллионов долларов США в расширение своих производственных мощностей в Чунцине, увеличив общую производственную мощность от 350000 до 950000 автомобилей в год. Позднее было объявлено о строительстве нового автозавода в Ханчжоу с производственной мощностью 250000 единиц. Завод был построен в 2015 году.
В конце 2012 года компании были разделены на Changan Ford и Changan Mazda.
В январе 2019 года компания по производству двигателей Changan Ford Mazda Engine Co., Ltd. была переименована в Changan Mazda Engine Co.

## Продажи
| Год  | Продано |
| ---- | ------- |
| 2004 |         |
| 2005 | 61,013  |
| 2006 | 126,790 |
| 2007 | 217,100 |
| 2008 | 204,334 |
| 2009 | 315,791 |
| 2010 | 403,283 |
| 2011 |         |